# Johanna Magdalena von Sachsen-Weißenfels

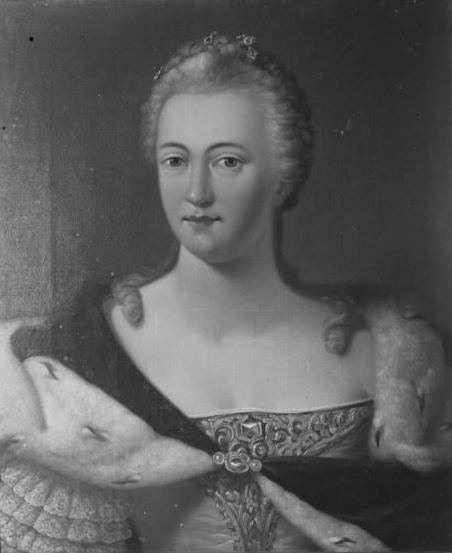
Johanna Magdalena von Sachsen-Weißenfels, Herzogin von Kurland

Johanna Magdalena von Sachsen-Weißenfels (* 17. März 1708 in Weißenfels; † 25. Januar 1760 in Leipzig) war eine sächsische Prinzessin und durch Heirat Herzogin von Kurland.
Johanna Magdalena war das fünfte Kind von Herzog Johann Georg von Sachsen-Weißenfels (1677–1712) und dessen Ehefrau Friederike Elisabeth von Sachsen-Eisenach (1669–1730) zur Welt. Alle vorherigen Nachkommen des Paares hatten das Säuglings- bzw. Kindesalter nicht überlebt, und auch die jüngste Tochter Friederike Amalia, die knapp vier Jahre später geboren wurde, sollte keine zwei Jahre alt werden; einzig Johanna Magdalena erreichte das Erwachsenenalter.
Am 26. Februar 1730 heiratete sie den bereits 74-jährigen Herzog von Kurland, Ferdinand Kettler (1655–1737), die Ehe blieb kinderlos. So zog sie als reiche Witwe nach Leipzig, wo sie die Bekanntschaft des englischen Gesandten Charles Hanbury Williams machte. Später war sie mit Adam Rudolph von Schönberg verlobt, starb jedoch kurz vor der geplanten Hochzeit.
Ihr Sarg befindet sich heute in der Fürstengruft im Schloss Neu-Augustusburg in der evangelischen Schlosskapelle Sankt Trinitatis.